# RedPOP
A Rede de Popularização da Ciência e da Tecnologia da América Latina e Caribe, mais conhecida como RedPOP, é a maior rede de instituições e profissionais da divulgação científica da América Latina e Caribe. A RedPOP reúne cerca de 50 instituições em mais de 10 países da região e mantém relações com grupos, programas e centros de popularização da ciência e da tecnologia em numerosos países do mundo. Busca contribuir para o reforço, o intercâmbio e a cooperação entre grupos, programas e centros de popularização da ciência e tecnologia (C&T) na região, assim como estimular e apoiar o desenvolvimento de novas iniciativas para a popularização da ciência e tecnologia. Participam dessa iniciativa museus e centros de ciência, museus de história natural, parques ambientais, zoológicos, jardins botânicos, aquários, programas de jornalismo científico, divulgação científica e educação não formal em universidades, ONGs, entre outros.
Suas línguas oficiais são o português e o espanhol. A rede mantém relações com o escritório da Unesco para América Latina e Caribe no Uruguai.

## Histórico
A RedPop foi criada em 1990 no Rio de Janeiro em seu primeiro congresso no Museu de Astronomia e Ciências Afins, sob o estímulo do Programa de Ciência, Tecnologia e Sociedade da Organização das Nações Unidas para a Educação, a Ciência e a Cultura (Unesco). Participaram dessa primeira reunião cerca de 20 instituições da Argentina, Brasil, Costa Rica, Colômbia, Cuba, Guatemala, México e Venezuela. Sua criação foi impulsionada pela movimento em prol de uma melhor educação em ciências na região e ampliação da cultura científica através de uma perspectiva regional latino-americana. O contexto do momento marca o início de um processo de grande ampliação da divulgação e popularização da ciência na região e uma expansão dos centros e museus de ciência.

## Congresso Bienal
Uma das atividades mais importantes da RedPOP é o seu Congresso Bienal, que a cada edição alterna entre vários países da América Latina como forma de contribuir no compartilhamento de conhecimento e experiências na área da divulgação científica. Este 2023, o XVIII Congresso foi sediado pelo Museu da Vida Fiocruz no Rio de Janeiro, Brasil. Com o tema “Vozes Diversas: diálogo entre saberes e inclusão na popularização da ciência”, o congresso debateu os mais variados temas importantes para a divulgação científica, como formação de divulgadores, relações de gênero e étnico-raciais, acessibilidade e inclusão e até democracia, cidadania e sociedade. Além da tradicional programação acadêmica e de formação, o congresso também abrigou um grande evento público na Quinta da Boa Vista no final de semana.

## Premiações
O Prêmio Latino-americano de Popularização da Ciência e da Tecnologia na América Latina e Caribe é o maior reconhecimento concedido na região a grupos, programas, centros e especialistas com uma trajetória notável, projeção nacional e/ou regional no domínio da popularização da ciência e da tecnologia e contribuição para a região e para a RedPOP.
O seu objetivo é estimular as atividades de divulgação científica na América Latina e Caribe e destacar os esforços e empreendimentos que se destacam pela sua criatividade, originalidade, rigor, impacto e contribuições, tanto a nível nacional como internacional.

O prêmio é atribuído de dois em dois anos e é apresentado numa sessão do Congresso bienal da RedPOP Em 2019, o Museu da Vida Fiocruz foi agraciado com o prêmio.

## Ligações Externas
- www.redpop.lat - página oficial na rede